# I Love It Loud
Pistes de Creatures of the Night
Danger
(5) I Still Love You
(7)
I Love It Loud est une chanson du groupe de hard rock Kiss, présente sur l’album Creatures of the Night sorti en 1982. La chanson a été écrite par le bassiste et chanteur Gene Simmons et par le guitariste Vincent Cusano, bien que certaines versions de l’album créditent Paul Stanley et Vincent Cusano.
Vincent Cusano, connu après son entrée officielle dans le groupe — plus tard dans l’année 1982 — sous le nom de Vinnie Vincent, a travaillé avec le compositeur Adam Mitchell, et c’est ainsi qu’il découvrit que Mitchell avait des liens avec Kiss. Après avoir rencontré et échangé le numéro de téléphone de Gene Simmons, les deux hommes se sont réunis et ont écrit I Love It Loud en plus d’une autre chanson qui figure sur l’album Killers, écrite au cours de la même séance.
Un clip vidéo a été tourné avec Gene Simmons à la basse et aux chants, Paul Stanley à la guitare, Eric Carr à la batterie et Ace Frehley à la guitare, bien qu'il ne joue pas sur le titre. Howard Marks, directeur commercial de Kiss de 1976 à 1988, joue le rôle du père dans la vidéo. La vidéo a été réalisée par Paul Davey et produit par John Weaver pour Keefco. Il s’agit de la dernière vidéo avant 16 ans avec les membres du groupe maquillés mais aussi le dernier clip avec Ace Frehley avant son départ plus tard cette année-là et son retour dans Kiss lors de la reformation de 1996.
Ce fut aussi le dernier single de Kiss avec Simmons aux chants jusque God Gave Rock 'N' Roll to You II, single sorti en 1991 paru sur l’album Revenge en 1992.

## Composition du groupe
- Paul Stanley – guitare solo
- Gene Simmons – basse, chants
- Vinnie Vincent – guitare rythmique
- Eric Carr – batterie